# Afonso Cunha
Afonso Cunha is een gemeente in de Braziliaanse deelstaat Maranhão. De gemeente telt 5.948 inwoners (schatting 2009).